# Polysackarid

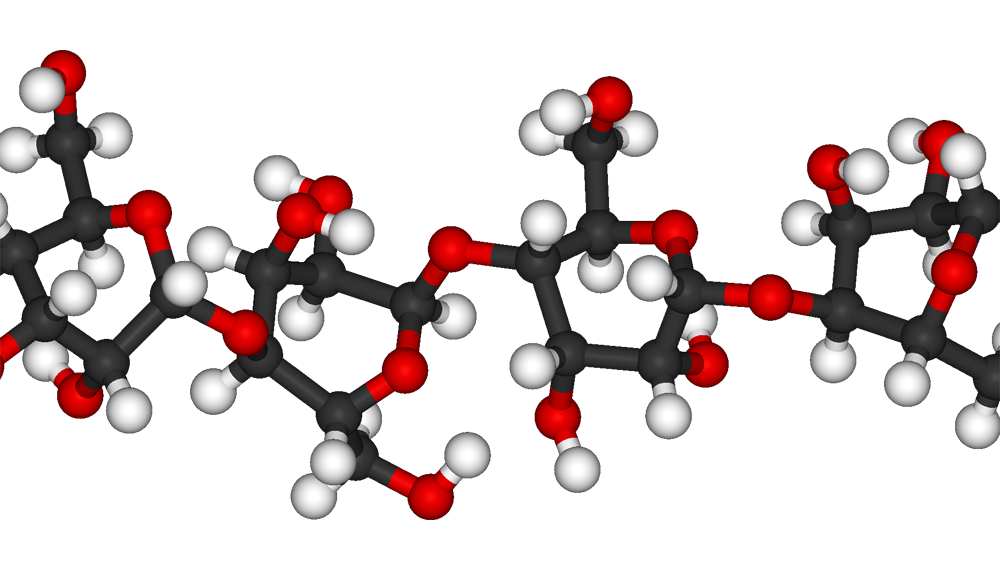
3D-struktur för cellulosa.

Polysackarider är kolhydrater  som byggs upp av ett stort antal monosackarider. Strukturen kan vara linjär eller förgrenad. De är i allmänhet svårlösliga i vatten och saknar smak. 
Om alla monosackarider som ingår i en polysackarid är av samma typ kallas den homopolysackarid, annars kallas den heteropolysackarid.
Exempel på polysackarider är de energilagrande stärkelse och glykogen, och byggmaterialen cellulosa och kitin. De polysackarider i livsmedel som inte är stärkelse eller glykogen räknas som kostfiber.
Cellulosamolekyler är uppbyggda av 2000–3000 druvsockermolekyler. De är längre än stärkelsemolekyler och snurrar inte ihop sig utan flätas samman till fibrer. Cellulosafibrerna kan sägas utgöra skelettet hos växterna.